# Meo Porcello
Meo Porcello (Peter Pig) è un personaggio Disney, caratterizzato come un maiale antropomorfo e ideato nel 1934 dal disegnatore statunitense Albert Hurter.; è un personaggio secondario, apparso solo occasionalmente.
Fa il suo debutto nel cortometraggio animato La gallinella saggia del 1934, in cui compare per la prima volta anche Paperino. È qui ritratto come un amico molto pigro del papero e con il quale è membro di un club di scansafatiche formato unicamente da questi due personaggi.
La sua seconda e ultima apparizione cinematografica è del 1935, in Fanfara, in cui è un musicista della band di Topolino che suona la tromba.
Nei fumetti, il personaggio esordisce in 14 tavole domenicali, pubblicate dal 16 settembre al 16 dicembre 1934, scritte da Ted Osborne e disegnate da Al Taliaferro, trasposizione del corto animato d'esordio. In Italia, il fumettista Federico Pedrocchi lo prende in prestito per le prime avventure di Paperino, usandolo nel 1938 in Paolino Paperino inviato speciale e in altre due successive storie, fino all'avvento di Qui, Quo e Qua che lo soppianteranno come spalle di Paperino.
In seguito, il personaggio annovera ben poche apparizioni nei fumetti Disney. Ha un cameo nel film Chi ha incastrato Roger Rabbit.